# Kuhari, Ivankiv
Kuhari (în ucraineană Кухарі) este localitatea de reședință a comunei Kuhari din raionul Ivankiv, regiunea Kiev, Ucraina.

## Demografie
Componența lingvistică a localității Kuhari
     Ucraineană (96,08%)
     Rusă (2,57%)
     Alte limbi (1,22%)
Conform recensământului din 2001, majoritatea populației localității Kuhari era vorbitoare de ucraineană (96,08%), existând în minoritate și vorbitori de rusă (2,57%).